# Rue Zygmunt-Słomiński
La rue Zygmunt-Słomiński (polonais : Ulica Zygmunta Słomińskiego) est une voie de l'arrondissement de Śródmieście à Varsovie.

## Sources
- (pl) Cet article est partiellement ou en totalité issu de l’article de Wikipédia en polonais intitulé « Ulica Zygmunta Słomińskiego w Warszawie » (voir la liste des auteurs).